# Capilla de los Pescadores
La Capilla de los Pescadores (en francés: Chapelle-ès-Pêcheurs, en jerseyés: Chapelle ès Pêtcheurs, en inglés: Fishermen's Chapel) es una pequeña capilla situada al lado de la iglesia de San Brelade en St Brelade, Jersey, una dependencia de la Corona del Reino Unido, el edificio esta específicamente localizada en la costa en el extremo occidental de la bahía de St Brelade.
Sólo unas pocas capillas monásticas sobrevivieron a la destrucción de más de cincuenta otras a manos de los reforma protestante en el siglo XVI. Esta es una de los pocas que quedan con la excepción de algunas capillas señoriales, y las de La Hougue Bie.